# Indicatiu plusquamperfet
L'indicatiu plusquamperfet és un temps compost del mode indicatiu. Existeix igualment al subjuntiu : vegeu Subjuntiu plusquamperfet.

Per a obtenir el plusquamperfet, cal prendre l'auxiliar Haver o Ser a l'imperfet amb el participi passat del verb a conjugar.

## Conjugació

### Verbs del primer grup
- havia cantat
- havies cantat
- havia cantat
- havíem cantat
- havíeu cantat
- havien cantat

### Verbs del segon grup
- havia tingut
- havies tingut
- havia tingut
- havíem tingut
- havíeu tingut
- havien tingut

### Verbs del tercer grup
- havia viscut
- havies viscut
- ell/ella/hom havia viscut
- havíem viscut
- havíeu viscut
- havien viscut

### Conèixer
- havia conegut
- havies conegut
- havia conegut
- havíem conegut
- havíeu conegut
- elles havien conegut

### Ser
- havia estat
- havies estat
- havia estat
- havíem estat
- havíeu estat
- havien estat

## Plusquamperfet amb el verb Anar
- havia anat
- havies anat
- havia anat
- havia anat
- havíem anat
- havíeu anat
- havien anat
- havien anat

## Regles
Com totes les formes verbals compostes del català, el plusquamperfet té la mateixa estructura que el passat compost, la sola diferència essent que l'auxiliar és a l'imperfet i no al present. Les regles per a la tria de l'auxiliar i l'acord del participi passat són doncs les mateixes que per al passat compost.
Gairebé tots els verbs utilitzen l'auxiliar « haver » per a formar el plusquamperfet, però en català conservador i antic empren l'auxiliar « ser », com ara amb els següents verbs (llista no exhaustiva, que compren sobretot verbs de moviment) :
- néixer o nàixer
- morir
- baixar
- pujar o muntar
- remuntar
- venir
- advenir
- tornar
- revenir
- anar
- arribar
- sortir, eixir
- ressortir, reeixir
- partir
- entrar
- caure (a certs sentits)
- estar o restar
- i tots els verbs pronominals

## Ús

### Usos temporals
- El plusquamperfet indicar la situació a un moment del passat, sobre fets anteriors al moment de la narració :
  - (A l'abril del 2007) vivia a Perpinyà. Havia trobat feina, tot anava bé.
  - Ventafocs havia perdut el pare i vivia sola amb la seva mare.
- En un relat el temps de narració del qual és al perfet simple o al perfet compost, expressa un procés acabat abans del començament d'aquell expressat pel verb al temps de narració al qual va lligat:
  - Va obrir l''a porta. Havia apagat el televisor abans de sortir, però ara funcionava. Algú havia entrat en la seva absència!Havia caminat molt de temps, llavors em vaig asseure en un banc. Vaig voler menjar l'entrepà, però l'havia deixat a casa.
- El temps marca l'anterioritat : el plusquamperfet expressa que el procés és acabat abans d'un perfet compost, un perfet simple o un imperfef :
  - L'assassí ha tornat als lloc on havia comès el seu crim.
  - Va esposar amb el primer pretenent que s'havia presentat.
  - Havia acabat el seu treball i llegia tranquil·lament.
  - Portaven les sabates d'esport que havien comprat junts la vigília.
- En certs casos, pot expressar l'anterioritat respecte del present, normalment expressada pel pretèrit compost, per a insistir sobre aquesta anterioritat :
  - És ara que arribes? T'havia dit de no fer tard! (t'he fet aquesta recomanació prou d'hora perquè la tinguis compte, normalment)
  - M'agrada prou aquesta ciutat, quan me n'havien dit molt de mal (sempre me n'han dit males coses).
- Aquesta anterioritat potser acompanyada d'un eventual (i implícit) matís de causalitat :
  - Havia plogut tota la nit : el riu ha desbordat.
- En la concordança dels temps (entre els quals el discurs reportat), reemplaça el pretèrit compost d'una frase independent que esdevé subordinada a un verb al passat :
  - L'arbre ha caigut. Els veïns m'han dit que l'arbre havia caigut.
  - Algú ha vingut? No sabia si algú havia vingut.

### Usos modals
- Hipotètic :
  - Sense la seva visita inoportuna, havia acabat la meva feina a temps. (= hauria acabat)
  - Si havia sabut, hauria restat a casa. (= si hagués-haguera sabut)
- Lúdic o prelúdic (posant en escena una situació imaginària de joc) .
  - Jo era el mestre i tu eres l'alumne. Tu no havies fet els deures i jo t'enviava al cant.
- Atenuació -educació; de vegades substitueix l'imperfet per a certs verbs el procés dels quals es pot considerar com a acabat:
  - Havia vingut a cercar un llibre que vaig encarregar per telèfon dimarts passat.